# Scottiola bicincta
Scottiola bicincta är en insektsart som först beskrevs av Lucien Chopard 1930.  Scottiola bicincta ingår i släktet Scottiola och familjen syrsor. Inga underarter finns listade i Catalogue of Life.